# Magic Dance
"Magic Dance" é uma canção escrita e gravada pelo músico britânico David Bowie para o filme Labyrinth, de 1986, do diretor Jim Henson. A canção foi lançada como single.

## Créditos
Produtores
- David Bowie
- Arif Mardin

Músicos
- David Bowie – vocais principais e de apoio
- Dann Huff – guitarta
- Will Lee – baixo, vocais de fundo
- Steve Ferrone – bateria
- Robbie Buchanan – teclado, sintetizador
- Diva Gray – vocais de fundo
- Fonzi Thornton – vocais de fundo